# Spirit of Progress

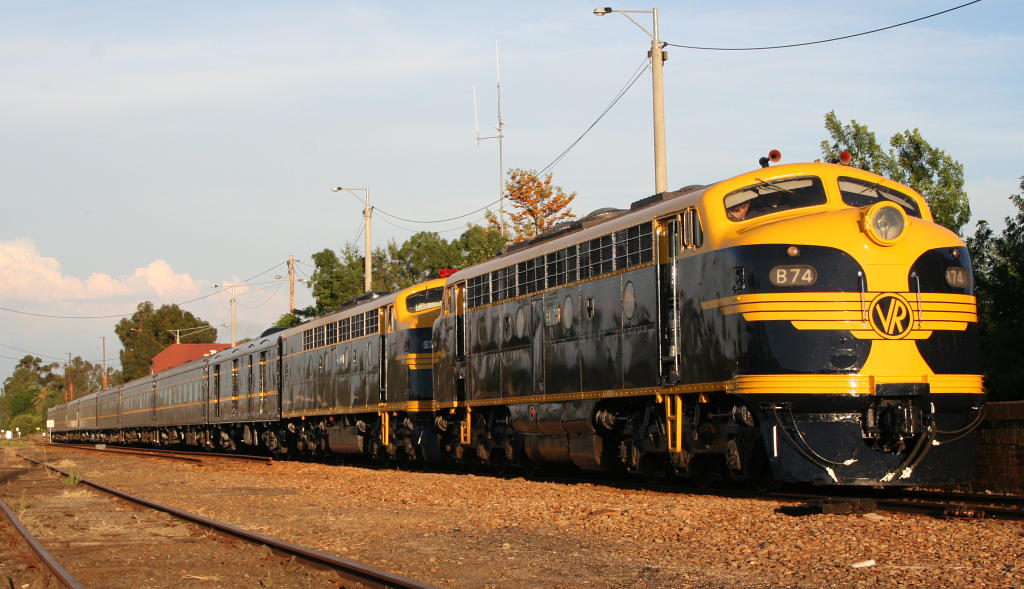
Osiem oryginalnych wagonów Spirit of Progress w 70. rocznicę w Benalla (25 listopada 2007).

Spirit of Progress („Duch Postępu”) – luksusowy ekspresowy pociąg w stanie Wiktorii. Trasa biegła z Melbourne do granicy stanu, później do Sydney. Spirit of Progress został uruchomiony 17 listopada 1937 w trakcie kampanii informacyjnej, która obejmowała m.in. wyścig pociągu z Airco DH.4. 3 sierpnia 1986 w obliczu spadku liczby pasażerów w związku ze zwiększeniem się znaczenia transportu drogowego i lotniczego, Spirit of Progress i Southern Aurora jeździły po raz ostatni na trasie.

## Trasa
Od listopada 1937 do kwietnia 1962 pociągi jeździły od stacji Southern Cross w Melbourne do miasta Albury, które leży na granicy między stanem Wiktorii i Nowej Południowej Walii, początkowo była to kolej szerokotorowa. Od kwietnia 1962, aż do likwidacji linii w 1986 pociąg dojeżdżał do Sydney, już jako kolej normalnotorowa.